# Alfred Denkewitz
Alfred Denkewitz (* 10. September 1897; † nach 1936) war ein deutscher Fußballspieler, der seine gesamte Spielerkarriere bei Wacker Leipzig verbrachte und 1921 mit Mitteldeutschland den Bundespokal gewann.

## Karriere
Denkewitz begann seine Laufbahn schon als Jugendlicher bei Wacker Leipzig und rückte im Juli 1914 als 16-Jähriger in die erste Mannschaft des Vereines auf. Dort spielte Denkewitz zunächst in der Stürmerreihe, ehe er im Verlauf seiner Karriere auf die Position des rechten Verteidigers wechselte. Zwischen Oktober 1916 und November 1918 musste Denkewitz seine fußballerischen Aktivitäten unterbrechen, da er zum Kriegsdienst eingezogen wurde. Direkt nach seiner Rückkehr spielte er aber wieder für Wacker und tat dies bis 1922, als er in einem Repräsentativspiel gegen eine Tschechoslowakische Auswahl einen Knieschaden erlitt. Diese Verletzung machte ihm die Fortsetzung seiner aktiven Spielerkarriere unmöglich.
Nicht nur in seinem Verein war Denkewitz eine Stütze, auch in den regionalen Repräsentativmannschaften war er ein gefragter Mann. Zwischen 1919 und 1921 bestritt er elf Spiele für die Gau-Auswahl von Nordwestsachsen und für die Auswahl des VMBV konnte er gar dreizehn Einsätze zwischen 1916 und 1922 verzeichnen. In der Auswahl des VMBV spielte Denkewitz mit Deutschen Nationalspielern wie Fritz Förderer, Eduard Pendorf, Paul Pömpner und Camillo Ugi zusammen. Denkewitz' größter sportlicher Erfolg war der Gewinn des Bundespokals, den er 1921 zusammen mit der Mitteldeutschen Auswahl feiern konnte. Im Endspiel in Leipzig besiegte man die Auswahl von Westdeutschland vor 15.000 Zuschauern klar mit 4:0.
Nach seiner aktiven Laufbahn wirkte Denkewitz als Schiedsrichter und war 1937 Vorsitzender des Schiedsrichterausschusses im Leipziger Fußballverband.